# Come Out and Play
"Come Out and Play" (lub "Come Out and Play (Keep 'Em Separated)") - piosenka amerykańskiej grupy punkrockowej The Offspring. Jest siódmą ścieżką na albumie Smash (1994), a zarazem pierwszym promującym go singlem. Był to pierwszy singel grupy wydany w większym nakładzie, dzięki niemu grupa zdobyła popularność. Do utworu nakręcono także teledysk. Piosenka została zawarta na kompilacji "Greatest Hits" oraz DVD Complete Music Video Collection. Piosenka została wykorzystana w grze Rock Band Unplugged (PSP). 

## Lista utworów

### Wersja CD
1. Come Out and Play (3:17)
2. Session (2:33)
3. Come Out and Play (Acoustic Reprise) (1:31)

### Wersja 7" winyl
1. Come Out and Play (3:17)
2. Session (2:33)

## Notowania na listach przebojów
| Lista (1994-1995)                     | Pozycja |
| ------------------------------------- | ------- |
| Australian ARIA Singles Chart         | 8       |
| Dutch Mega Top 100                    | 32      |
| SNEP - Francja                        | 14      |
| Swedish Singles Chart                 | 23      |
| U.S. Billboard Mainstream Rock Tracks | 10      |
| U.S. Billboard Modern Rock Tracks     | 1       |
| U.S. Billboard Top 40 Mainstream      | 39      |
| French Singles Chart                  | 69      |